# السفرقية
السفرقية هي بلدة تتبع محافظة اللاذقية في منطقة القرداحة على طريق اوتوستراد القرداحة القديم وتبعد عن اللاذقية حوالي 20 كم وعن القرداحة حوالي 5 كم وعن جبلة 12 كم بها سد يسمى سد السفرقية وحولها عدة قرى البشراح و عين العروس ورويسة عفيف و رويسة البساتنة والديرونة.

## الزراعة
تشتهر بزراعة الحمضيات والزيتون وهي منطقة شبه جبلية.